# パロット (駆逐艦)
|          |                                                     |
| 艦歴     |                                                     |
| 発注     |                                                     |
| 起工     | 1919年7月23日                                       |
| 進水     | 1919年11月25日                                      |
| 就役     | 1920年5月11日                                       |
| 退役     | 1944年6月14日                                       |
| 除籍     | 1944年7月18日                                       |
| その後   | 1944年5月2日に衝突事故 1947年4月5日に解体のため売却 |
| 性能諸元 |                                                     |
| 排水量   | 1,190トン                                           |
| 全長     | 314 ft 4 in (95.81 m)                               |
| 全幅     | 30 ft 8 in (9.35 m)                                 |
| 吃水     | 13 ft 6 in (4.11 m)                                 |
| 機関     | 2缶 蒸気タービン2基 2軸推進、13,500shp              |
| 最大速   | 35 ノット (65 km/h)                                 |
| 乗員     | 士官、兵員157名                                     |
| 兵装     | 4インチ砲4門、3インチ砲1門、21インチ魚雷発射管12門  |

パロット (USS Parrott, DD-218) は、アメリカ海軍の駆逐艦。クレムソン級駆逐艦の1隻。艦名は、第一次世界大戦時の1918年10月9日に駆逐艦ショー (USS Shaw, DD-68) に副長として乗艦中、輸送船アキタニア (RMS Aquitania) との衝突事故で殉職したジョージ・パロット少佐にちなむ。

## 艦歴

### 戦間期
パロットはフィラデルフィアのウィリアム・クランプ・アンド・サンズで1919年7月23日に起工し、1919年11月25日にジュリア・B・パロット夫人によって進水、艦長W・C・ウィックハム少佐の指揮下1920年5月11日に就役する。
竣工後、パロットは慣熟訓練を経て太平洋艦隊第38駆逐群の旗艦に指定されたため、1920年8月7日にボストンを出港して9月7日にサンディエゴに到着し、旗艦の任務を務めた。太平洋方面ではチリのバルパライソまで行動し、1921年12月3日付で大西洋艦隊に配置換えとなったためフィラデルフィアに向かった。大西洋に戻ったパロットは、1922年5月26日から30日までの間、哨戒ヨットのメイフラワー (USS Mayflower, PY-1) とともにハンプトン・ローズからアナポリス、メリーランド州およびワシントンD.C.を巡航し、その後ヨーロッパ方面に向かうこととなった。
6月12日にロードアイランド州ニューポートを出港したパロットはトルコ革命で揺れるトルコにおけるアメリカの権益を守り、政治的な難民を保護する目的で編成されたトルコ水域分遣隊に加わり、コンスタンティノープルに赴く。コンスタンティノープル到着後のパロットは黒海、東地中海およびエーゲ海方面を頻繁に行動し、通信や基地任務に就いた。9月13日から10月25日の間は、スミュルナの大火から逃れた難民の輸送に、僚艦や他国からの輸送船とともに尽力する。1923年7月6日から8月24日の間はギリシャ、トルコ、ルーマニア、ブルガリアおよびロシアの諸港に市民との交歓のための親善訪問を行い、1924年中にもビゼルト、チュニス、リヴォルノ、ジェノヴァ、パトモス島、ヴィルフランシュ＝シュル＝メール、カリャリおよびサルデーニャを訪問ののち、7月にニューヨークに帰還した。
間もなくパロットはアジア艦隊に配備されることとなり、1925年1月3日にフィラデルフィアを出港してパナマ運河地帯とサンディエゴを経由し真珠湾に向かう。真珠湾で訓練への参加のため一時停止し、5月29日に出港してミッドウェー島を経由、6月14日に芝罘に到着して艦隊に合流した。中国水域におけるパロットは、中華民国の不安定な情勢を背景に、他の艦艇と共同して上海に海兵隊を上陸させる。7月31日まで任務に就いたあと、9月10日から10月16日まではいわゆるる「長江パトロール」に従事。任務終了後はフィリピンに向かった。10月15日から1926年3月15日までマニラを拠点に行動したのち、6月14日まで汕頭を拠点とする華南パトロールを実施した。この時期の中国は蔣介石による国民党の北伐の真っただ中であり、パロットを含むアジア艦隊の艦艇はほぼ総出で中国沿岸部に進出して目まぐるしく活動した。パロットも他の艦艇同様に、アメリカや中立国の権益保護のために奔走した。一段落したあとの1927年10月25日からは南方への巡航を行い、11月18日までの間にマニラ、香港、バンコクおよびサイゴンを訪問した。
1928年に入ると、パロットはフィリピンの諸港を調査する任務に従事し、同じく1928年から1934年まではマニラからのアジア水域パトロールに任じる。1935年にサイゴン近辺の海洋調査を行うためフランス領インドシナに派遣されるが、1936年からは中立パトロールを再開。1940年には汕頭と厦門でステーションシップの任務に就き、7月7日から10月4日までは青島に進出して中国北部のパトロールを実施し、この任務は10月11日にマニラに帰還するまで続いた。

### 第二次世界大戦
1941年の最初の2か月間、パロットはカヴィテの海軍工廠で掃海装置と音響装置の設置を行ったあと、駆逐艦と潜水艦の合同訓練に臨んだ。10月6日からマニラ湾口の沖で哨戒任務を遂行したのち、11月に入ってからタラカン島で第5任務部隊に合流。真珠湾攻撃によるアメリカの第二次世界大戦参戦時には、軽巡洋艦マーブルヘッド (USS Marblehead, CL-12) 、ポール・ジョーンズ (USS Paul Jones, DD-230) 、スチュワート (USS Stewart, DD-224) 、バルマー (USS Bulmer, DD-222) およびバーカー (USS Barker, DD-213) とともにタラカン島にあった。アジア艦隊の諸艦艇はフィリピンが日本の手に落ちるまでに南に下り、スラバヤを拠点とするABDA司令部の指揮下で行動することとなった。1942年1月9日、第5任務部隊は任務部隊旗艦ボイシ (USS Boise, CL-47) とマーブルヘッド、5隻の駆逐艦、パロットとポープ (USS Pope, DD-225)、スチュワート、およびバーカーを引き連れ、ダーウィンからスラバヤに向かう輸送船ブルームフォンテーンの護衛に就く。ブルームフォンテーンはペンサコーラ船団の加入船の一隻として1941年12月30日に極東に来ており、第26野戦砲兵旅団と旅団司令部、第131野戦砲兵旅団第1大隊および付属の軍需品とともにジャワ島に輸送することとなっていた。途中、第5任務部隊は日本軍のセレベス島攻撃の情報を聞いてアジア艦隊旗艦の重巡洋艦ヒューストン (USS Houston, CA-30) を基幹とする部隊との合流を図るも果たせず、クーパン湾に引き返した。
1月下旬、バリクパパン上陸を策する日本軍の大部隊の接近情報を受け取った第5任務部隊は、クーパン湾を出撃して一路迎撃のため北上する。しかし、マーブルヘッドが機関不調で15ノットしか出ず、旗艦ボイシもセプ海峡で座礁してともに迎撃作戦からの離脱を余儀なくされた。残るジョン・D・フォード (USS John D. Ford, DD-228) 、パロット、ポール・ジョーンズおよびポープの4隻の駆逐艦は22ノットから27ノットの速力でバリクパパンに接近していった。4隻は、西村祥治少将率いる第四水雷戦隊に護衛されバリクパパン沖に停泊している16隻の日本軍輸送船と3隻の哨戒艇の中に割って入り、幾度も魚雷を発射して4隻の輸送船と1隻の哨戒艇を撃沈した（バリクパパン沖海戦）。パロットは1月25日にスラバヤに帰投し、5日後にはロンボク海峡を通過する2隻のオランダ輸送船の護衛のために出動した。2月に入り、ABDA司令部はスマトラ島東部への日本軍上陸を阻止しようと艦隊を出動させることとなり、パロットもこれに加わる。2月15日に三度の空襲を受けて撃退したものの、艦隊は目的を果たせず引き返した。間もなく日本軍のバリ島接近の報を受け、2月18日夜にカレル・ドールマン少将の旗艦である軽巡洋艦デ・ロイテル (Hr. Ms. De Ruyter) 、ジャワ (Hr. Ms. Java) を主体とする連合軍艦隊はチラチャップを出撃し、日本軍部隊の迎撃に向かう。これに呼応し、スラバヤからも軽巡洋艦トロンプ (Hr. Ms. Tromp) を基幹とする部隊が出撃し、パロットはスチュワート、ジョン・D・エドワーズ (USS John D. Edwards, DD-216) およびピルスバリー (USS Pillsbury, DD-227) とともにトロンプに随伴した。2月20日未明、ドールマン少将直卒の部隊が上陸部隊を護衛する2隻の駆逐艦、大潮と朝潮を発見してバリ島沖海戦が始まり、トロンプの部隊は間を置いて大潮と朝潮との交戦を開始する。パロットは魚雷を6本発射したが命中せず、またスチュワートが被弾して隊形を乱したため、パロットに続いていたピルスバリーが追突しそうになった。やがて大潮と朝潮の助太刀のため別の2隻の駆逐艦、満潮と荒潮が反転し、トロンプの部隊と交戦を開始する。もっとも、パロットは海戦の最中にバリ島沿岸に座礁して戦闘には加われず、海戦後にピルスバリーの助けを得て離礁してスラバヤに退却していった。
スラバヤ沖海戦が生起した2月28日、パロットはジャワ島に対する最後の輸送を行った輸送船シーウィッチを護衛してチラチャップを出港し、フリーマントルに向かう。そして、ポープやピルスバリーのように日本軍の攻撃を受けることなくアジア水域を脱出し、本国に帰還した。本国で修理を受けたあと、7月からサンフランシスコと真珠湾の間で輸送船団の護衛を8回行う。1943年に入って大西洋方面に移ることとなり、5月21日に太平洋を離れて6月12日にニューヨークに到着。以降は大西洋で輸送船団の護衛任務に就くこととなった。また、同じアジア脱出組のポール・ジョーンズと、駆逐艦ベルナップ (USS Belknap, DD-251) とともに護衛空母クロアタン (USS Croatan, CVE-25) を基幹とする対潜掃討部隊に加わり、船団の前路哨戒任務に任じた。10月15日までクロアタンと行動をともにしたあと、ブロック・アイランド (USS Block Island, CVE-21) を基幹とする対潜掃討部隊に移った。10月28日にはU-220の撃沈をアシストするが、実際の戦果はブロック・アイランド飛行隊の手に帰した。パロットは1944年3月に部隊を離れてノーフォークに向かい、カサブランカ行のUGS-35船団の護衛に従事。3月26日にカサブランカに到着ののち、翌3月27日にモロッコのスパルテル岬南方の海岸へ艦砲射撃を実施する。その後、ボストン行のGUS-34船団を護衛し、4月15日に到着した。
5月2日、パロットはノーフォークに向かう途中で輸送船ジョン・モートンと激しく衝突し、沈没を避けるためタグボートの手を借りて浜辺に座礁しなければならないほどの損傷を蒙った。離礁後、パロットはノーフォーク海軍造船所に曳航されたが修理は行われず6月14日付で退役し、7月18日付で除籍されて以降はハルクとして活用された。戦争終結後の1947年4月5日に解体のためバージニア州リッチモンドのマリーン・サルヴェージ・カンパニーに売却された。
パロットは第二次世界大戦の戦功で2個の従軍星章を受章した。